# Wpływ ankieterski
Wpływ ankieterski (także efekt ankietera lub efekt ankieterski) w badaniach kwestionariuszowych jest to wpływ, jaki ankieter wywiera na respondenta podczas realizacji wywiadu. Wpływ ten nie wynika z celowych działań ankietera, lecz z jego mimowolnych sygnałów, którymi daje do zrozumienia, która odpowiedź jest pożądana oraz sposobu interpretacji i antycypacji jego cech społecznych przez respondenta. Jednym z takich czynników jest przede wszystkim płeć ankietera, ale także czasami jego światopogląd czy nawet poglądy polityczne, co rzutować może na sposób zadawania pytań respondentowi, a w konsekwencji – na udzielane przez respondenta odpowiedzi. 
Aby niwelować wpływ ankieterski ośrodki badawcze lub poszczególni badacze starają się porównywać odpowiedzi udzielane różnym typom ankieterów i przeprowadzają również tzw. ankiety dla ankieterów. Ankieter także bywa nieświadomy dokładnego celu badania albo tego, kto jest zleceniodawcą danego sondażu. W metodologii nauk społecznych regułą jest zlecenie weryfikacji hipotezy osobie innej niż jej autor.